# (34841) 2001 SE268
2001 SE268 (asteroide 34841) é um asteroide da cintura principal. Possui uma excentricidade de 0.05685200 e uma inclinação de 7.33320º.
Este asteroide foi descoberto no dia 25 de setembro de 2001 por William Kwong Yu Yeung em Desert Eagle.